# 钱剑秋
钱剑秋（1904年7月14日—1996年3月3日），号啸辰，江苏省丹徒縣人，出生于上海，原中国国民党中央妇女工作会主任，是中国首位留美法学女博士。

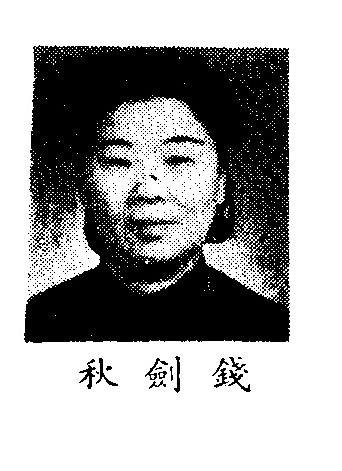
出席制憲國民大會代表時

## 生平[3]
早年就读于上海万竹小学、务本女子中学，后考入上海法科大学学习法律，1928年毕业。此后前往美国西北大学法学院留学，师从著名证据法权威约翰·威格莫尔。她于1931年获法学博士学位，成为中国第一位留美的法学女博士。此后她回到中国担任律师，并曾兼任上海法学院与上海法政学院教授。1933年担任上海律师协会执行委员会委员。抗日战争期间，她先后担任过国民党上海市党部执行委员、三民主义青年团上海支团部妇女组长、上海市政府参事、国民党中央妇女运动委员会委员、妇女会理事长等职。1946年当选制宪国民大会代表。次年出任宪政实施促进委员会常委。1948年当选第1届中华民国立法委员。
1949年随国民政府前往台湾，担任行政院司法行政部参事。1954年后她长期担任国民党中央妇女工作会主任，主导台湾妇女运动，直至1988年。1957年起她历任国民党第八至十二届中央委员，1993年被聘为国民党第十四届中央评议委员，1994年出任国民党中央委员会副秘书长。她于1960年加入国际妇女法学会，1982年当选第一副会长。此外，她曾创办了私立中山小學并任校董事长，并担任过台北华欣中学常务董事、中華民國红十字会总会常务监事等职。1996年3月，在台北耕莘醫院病逝，享耆壽93歲。由前立法院院長倪文亞組織治喪委員會，於臺北市第二殯儀館景仰廳舉行公祭，儀式上由梁肅戎、趙自齊、林棟、莫萱元爲靈柩覆蓋國旗，朱徐鍾、林澄枝、鄭淑敏、許素玉為靈柩覆蓋中國國民黨黨旗，葬於臺北縣金山鄉金寶山墓園。

## 褒揚令
1996年6月24總統李登輝明令褒揚：
第一屆立法院立法委員錢劍秋，資質貞純，志行卓越，早歲負笈北美，鑽研泰西法學，秉華夏九朝律學之丕基，窺各國憲章法制之奧旨，為我國女性獲得博士學位第一人。學成歸國，執業律師，敷教上庠，傳道授經，聲華夙著。抗戰期間，陳力敵後，履險蹈危，懋績孔昭。抗戰勝利，獲遴派為制憲國民大會代表，參與制憲，讜論嘉謨，悉納憲典。嗣膺選第一屆立法院立法委員，宣勤議席，弼成郅治，碩畫藎籌，靖獻良多。畢生致力推展婦女工作，提升婦女地位，厥功至偉。而出席國際會議，折衝樽俎，宣揚國策，推展婦運，海外蜚聲。退職以還，著作不輟，興學育才，陶成綦眾。綜其生平，學貫中西，膽識兼優，公忠體國，翊贊功深。茲聞溘逝，曷勝軫悼。應予明令褒揚，以示政府篤念勳者耆之至意。